# مازیار زارع
مازیار زارع (زادهٔ ۱ دی ۱۳۶۳) بازیکن پیشین و سرمربی فوتبال اهل ایران است که اکنون سرمربی‌گری تیم فوتبال ملوان بندر انزلی را در لیگ برتر ایران انجام می‌دهد.
او در تیم ملی فوتبال امید ایران و تیم ملی فوتبال ایران بازی و گل‌زنی کرده‌است. او پس از ملوان به باشگاه فوتبال پرسپولیس پیوست و پس از یک سال بازی در پرسپولیس به باشگاه الامارات و الشارجه امارات پیوست و پس از یک فصل ناموفق در این باشگاه دوباره به پرسپولیس برگشت. زارع در سال ۱۳۹۱ به ملوان پیوست. مازیار زارع پیراهن شماره ۹ باشگاه ملوان را می‌پوشید که پس از درگذشت سیروس قایقران توسط باشگاه ملوان بندر انزلی بایگانی شده بود.
زارع تا سال ۱۳۹۵ در ملوان بود و پس از سقوط ملوان به مدت یک فصل به خونه به خونه بابل پیوست و سال ۹۶ از فوتبال خداحافظی کرد.

## دوران باشگاهی

### ملوان
از فصل ۲۰۰۴ تا ۲۰۰۸، او در بیش از صد مسابقه لیگ برای ملوان به میدان رفت و ۷ گل نیز زد.

### پرسپولیس
در فصل ۲۰۰۸، او با قراردادی به تیم فوتبال پرسپولیس پیوست و در لیگ برتر در ۳۰ بازی برای تیمش حضور داشت و ۴ گل نیز زد.

### الامارات
در فصل ۲۰۰۹ او به به باشگاه الامارات پیوست و به رسانه‌های ایرانی اعلام کرد که «فراموش نمی‌کنم از پرسپولیس به لیگ امارات رفتم» و از علاقه‌اش به تیم سابق خود گفت. زارع یکی از بازیکنان اصلی و اثرگذار تیم فوتبال الامارات در طول فصل شده بود اما پس از مدتی با حضور جواد کاظمیان در این تیم، ناچار به جدایی از این تیم شد.

### الشارجه
در فصل ۱۳۸۸، مازیار زارع با قراردادی به تیم الشارجه امارات پیوست.

### پرسپولیس

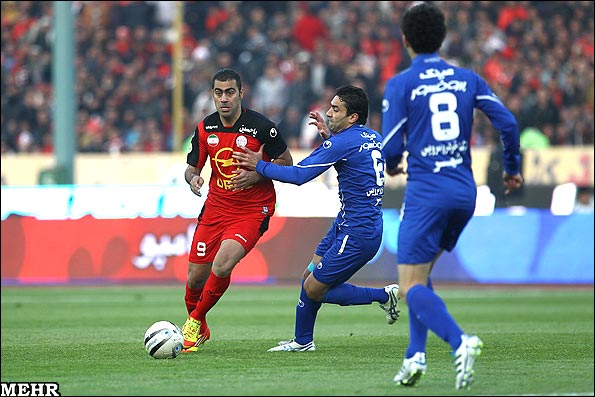
زارع با پرسپولیس در دربی تهران در سال ۱۳۹۰

در ۲۰۱۰، او با حضور در دفتر حبیب کاشانی قراردادی دو ساله را با باشگاه پرسپولیس امضا کرد تا در لیگ دهم ایران، تیم فوتبال پرسپولیس را همراهی کند. در طول فصل‌های ۲۰۱۰ تا ۲۰۱۲، او در ۵۹ بازی لیگ برای پرسپولیس به میدان رفت و ۶ گل نیز زد.

### ملوان بندرانزلی
مازیار زارع در فصل ۲۰۱۲ او به ملوان بازگشت و تا فصل ۲۰۱۶ همراه این تیم بود. زارع در این مدت ۹۶ بازی برای ملوان انجام داد و موفق شد ۹ گل هم زد.

### خونه‌ به خونه بابل
مازیار زارع در سال ۲۰۱۶ به تیم خونه‌ به خونه بابل پیوست و به مدت ۱ فصل در این تیم مازندرانی حضور داشت؛ مازیار زارع برای تیم خونه به خونه ۲۵ بازی انجام داد و موفق شد ۸ گل به ثمر برساند.

## دوران مربیگری

### ملوان بندرانزلی
مازیار زارع از سال ۲۰۱۶ تا ۲۰۱۸ به عنوان دستیار سرمربی سابقه کار در تیم ملوان را دارد. همچنین زارع از سال ۲۰۱۸ تا ۲۰۲۳ هدایت تیم ملوان را برعهده داشت. زارع در سال ۱۴۰۱ موفق شد  ملوان را قهرمان لیگ یک کند و به لیگ برتر خلیج فارس برساند.

### شمس آذر قزوین
مازیار زارع در ۲۴ تیر ماه ۱۴۰۳ سرمربی تیم فوتبال شمس آذر قزوین شد و به عنوان جانشین سعید دقیقی در این تیم قزوینی شروع به فعالیت کرد و در ۱۴ مرداد ۱۴۰۳ پیش از شروع فصل ۱۴۰۴-۱۴۰۳ از سرمربیگری شمس آذر کناره گیری کرد.

## باشگاه‌داری
او به همراه پژمان نوری به عنوان دارندگان ملوان،  بخشی از سهام باشگاه ملوان را دریافت کرده‌اند.

## آمار
| باشگاهی           | باشگاهی           | باشگاهی           | لیگ   | لیگ | جام      | جام                        | قاره | قاره | مجموع | مجموع |
| فصل               | باشگاه            | لیگ               | بازی  | گل  | بازی     | گل                         | بازی | گل‌   | بازی  | گل‌    |
| ایران             | ایران             | ایران             | لیگ   | لیگ | جام حذفی | جام حذفی                   | آسیا | آسیا | مجموع | مجموع |
| ----------------- | ----------------- | ----------------- | ----- | --- | -------- | -------------------------- | ---- | ---- | ----- | ----- |
| ۸۳–۸۴             | ملوان             | جام خلیج فارس     | ۲۹    | ۱   | ۱        | ۰                          | -    | -    | ۳۰    | ۱     |
| ۸۴–۸۵             | ملوان             | جام خلیج فارس     | ۲۵    | ۱   | ۱        | ۱                          | -    | -    | ۲۶    | ۲     |
| ۸۵–۸۶             | ملوان             | جام خلیج فارس     | ۲۴    | ۱   | ۲        | ۰                          | -    | -    | ۲۶    | ۱     |
| ۸۶–۸۷             | ملوان             | جام خلیج فارس     | ۲۷    | ۴   | ۱        | ۰                          | -    | -    | ۲۸    | ۴     |
| ۸۷–۸۸             | پرسپولیس          | جام خلیج فارس     | ۳۰    | ۴   | ۲        | ۱                          | ۵    | ۱    | ۳۷    | ۶     |
| امارات متحده عربی | امارات متحده عربی | امارات متحده عربی | لیگ   | لیگ | جام امیر | جام امیر                   | آسیا | آسیا | مجموع | مجموع |
| ۸۸–۸۹             | الامارات          | لیگ امارات        | ۱۵    | ۱   | ۱        | ۰                          | -    | -    | ۱۶    | ۱     |
| ۸۸–۸۹             | الشارجه           | لیگ امارات        | ۷     | ۱   | ۰        | ۰                          | -    | -    | ۷     | ۱     |
| ایران             | ایران             | ایران             | لیگ   | لیگ | جام حذفی | جام حذفی                   | آسیا | آسیا | مجموع | مجموع |
| ۸۹–۹۰             | پرسپولیس          | جام خلیج فارس     | ۲۴    | ۳   | ۲        | ۰                          | ۲    | ۱    | ۲۸    | ۴     |
| مجموع             | ایران             | ایران             | \|۱۵۹ | ۱۴  | ۹        | ۲\|\|\|۷\|\|۲\|\|۱۷۵\|\|۱۸ |      |      |       |       |
| مجموع             | امارات متحده عربی | امارات متحده عربی | \|۲۲  | ۲   | ۱        | ۰                          | ۰    | ۰    | ۲۳    | ۲     |
| کل دوره           | کل دوره           | کل دوره           | ۱۸۱   | ۱۶  | ۱۰       | ۲                          | ۷    | ۲    | ۱۹۸   | ۲۰    |

- پاس گل

| فصل   | تیم      | پاس گل |
| ----- | -------- | ------ |
| ۸۴–۸۵ | ملوان    | ۲      |
| ۸۵–۸۶ | ملوان    | ۰      |
| ۸۶–۸۷ | ملوان    | ۴      |
| ۸۷–۸۸ | پرسپولیس | ۰      |
| ۸۹–۹۰ | پرسپولیس | ۰      |

## افتخارات
- جام حذفی فوتبال ایران (۱ قهرمانی)
- لیگ برتر خلیج فارس (۱ قهرمانی با تیم پرسپولیس)
- لیگ آزادگان (۱ قهرمانی با تیم ملوان)
- جام حذفی فوتبال ایران (۱ نایب قهرمانی به عنوان سرمربی با تیم ملوان)

وی همراه با تیم ملوان بندر انزلی در لیگ آزادگان فوتبال ایران موفق به ثبت عنوان قهرمانی به عنوان مالک و سرمربی تیم ملوان با بیشترین امتیاز در تاریخ  لیگ دسته یک شد.